# Złote runo (film)
Złote runo – polska komedia z 1998 roku w reżyserii Janusza Kondratiuka. Zdjęcia kręcono w Warszawie i Nicei.

## Opis
Przedsiębiorca Stefan poszukuje wspólnika do bardzo dochodowego interesu, który nie jest całkiem legalny. Idealnym kandydatem do tej roboty wydaje się być bezrobotny Rysio. Biznesmen poddaje Rysia wielu nietypowym testom i próbom. Rysio przechodzi wszystkie próby pomyślnie. Niebawem dowiaduje się on na czym ma polegać jego zadanie. Okazuje się, że musi „przewieźć” do Berlina diamenty we własnym żołądku.

## Obsada
- Zbigniew Buczkowski – Rysio
- Zbigniew Mazurek – Stefan
- Stanisława Celińska – szwagierka Rysia
- Eugeniusz Priwieziencew – szwagier Rysia
- Krystyna Rutkowska-Ulewicz – sąsiadka Rysia
- Wojciech Walasik – mężczyzna w pociągu
- Stanisław Banaś – mężczyzna z pociągu
- Wiesław Rudzki – mężczyzna z pociągu
- Sylwia Ross – dziewczyna z pociągu
- Monika Bolly – dziewczyna z pociągu
- Elżbieta Dębska – blondyna na Lazurowym Wybrzeżu
- Klaudia Carlos – dziewczyna na Lazurowym Wybrzeżu
- Maciej Karpinski – jubiler